# Herz-Jesu-Kirche (Bremerhaven-Lehe)

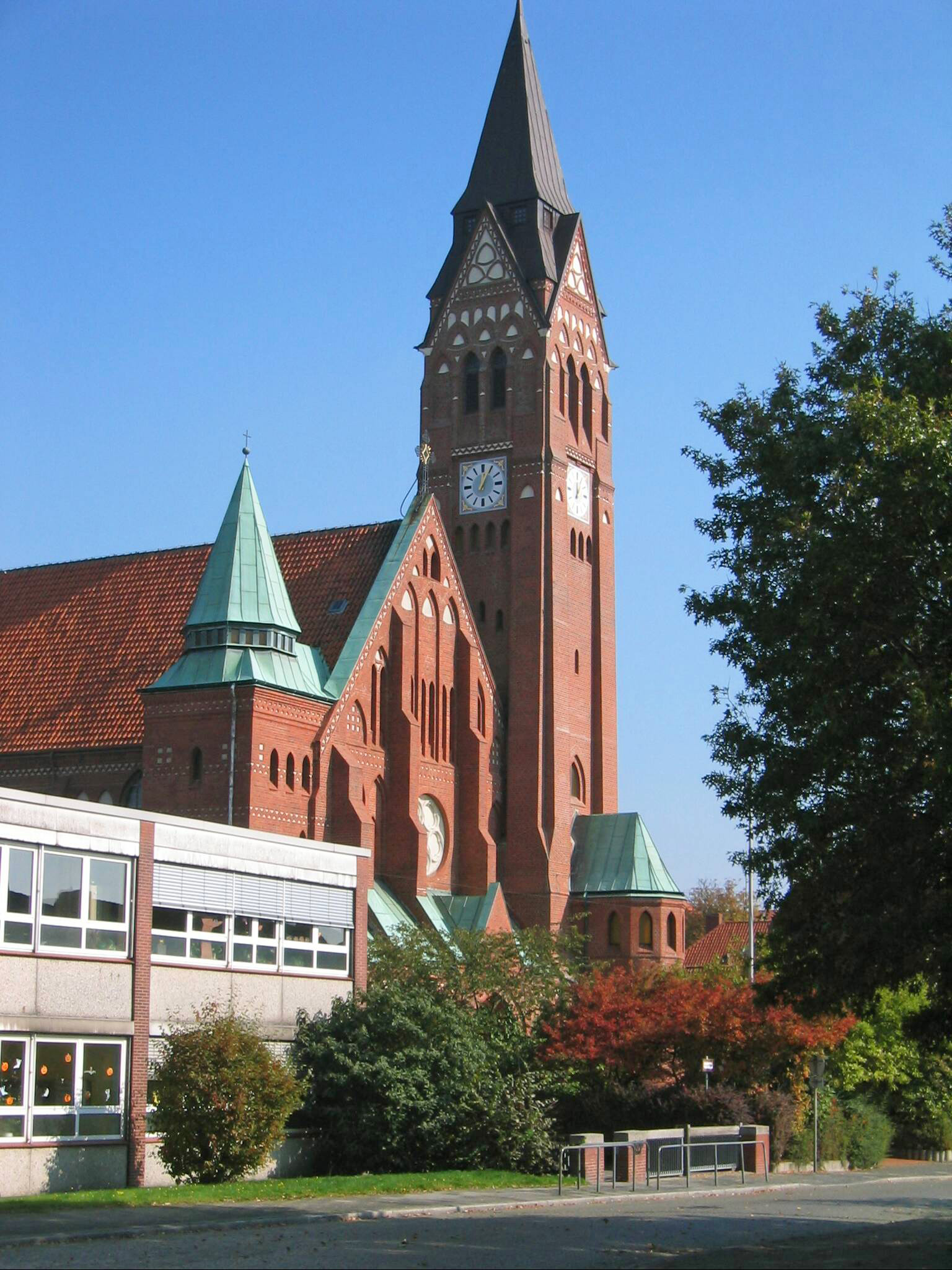
Herz-Jesu-Kirche in Lehe (2007)

Die Kirche Herz Jesu ist die katholische Pfarrkirche in Bremerhaven-Lehe im Bundesland Bremen. Die nach dem Heiligsten Herz Jesu benannte Kirche wurde 1910/11 gebaut und steht an der Eupener Straße 60.
Das Bauwerk wurde 2002 unter Bremer Denkmalschutz gestellt.

## Geschichte

### Vorgeschichte
Mit der 1827 erfolgten Gründung von Bremerhaven gewann auch der Flecken Lehe an Bedeutung. Zwischen 1885 und 1905 stieg dessen Einwohnerzahl von 10.011 auf 31.826 an. Die Kapazität der katholischen Kirche Unbefleckte Empfängnis Mariä von 1867 in Bremerhaven an der Grünen Straße (heute Grazer Straße) reichte nicht mehr aus, so dass ab 1900 mit der Planung von Pfarrkirchen für die damals selbstständigen Gemeinden Lehe wie auch Geestemünde begonnen wurde. Eine anonyme Spenderin stellte für den Bau beider Kirchen 60.000 Goldmark in Aussicht.
1906 wurde der St.-Joseph-Kirchbauverein gegründet und im März 1908 die Kirchengemeinde Lehe.

### Planung und Gebäude

Leher Dom mit Pfarrhaus kurz nach der Einweihung

Den Planungsauftrag erhielt im Ergebnis eines Wettbewerbs der Architekt Maximilian Jagielski aus Hannover, der sich durch katholische Kirchenbauten in historistischen Stilformen einen Namen gemacht hatte.
Jagielski entwarf eine neugotische dreischiffige Basilika mit Jugendstilelementen, die von 1910 bis 1911 durch den Leher Maurermeister und Bauunternehmer Johannes Georg Weber (1857–1931) gebaut wurde. Das Gebäude erhielt eine rotsteinsichtige Fassade. Die nach Norden ausgerichtete Kirche hat ein mit roten Dachziegeln gedecktes Satteldach. Die Kirchenlänge beträgt 48,80 Meter, die Breite 21,80 Meter und die Höhe des Kirchenschiffs rund 12 Meter.
Der mächtige, 55 Meter hohe Kirchturm mit einem viereckigen spitzen Turmhelm steht seitlich an der Süd-/Ostseite. Ein kleiner Anbau an der Nord-/Westseite trägt einen sechseckigen Helm. 
Die Kirche wurde am 13. August 1911 von Bischof Adolf Bertram geweiht. Am 12. April 1919 wurde die Kirchengemeinde zur Pfarrei erhoben.
Sie überstand die Bombenangriffe des Zweiten Weltkrieges fast unbeschädigt. 1990/91 erfolgte eine erneute Renovierung, vor allem des Inneren mit seinen weißen und hellfarbigen Putzflächen an den Wänden und am Gewölbe. Die Kirche erhielt zudem 42 Betonpfähle zur Stabilisierung der Fundamente. 1991 kehrten nach 18 Jahren die ersten restaurierten Fenster der Kirche zurück.

### Orgel
1948 bekam die Kirche ihre erste Orgel, die nach einer 1973 durchgeführten Grundrenovierung und Innenneugestaltung im Jahr 1981 durch eine neue Orgel ersetzt wurde. Das von G. Christian Lobback erbaute Instrument verfügt über 42 Register auf drei Manualwerken und Pedal.

### Glocken
Im Turm hängen drei Glocken der Glockengießerei Otto in Bremen-Hemelingen von 1959; Motiv: Durdreiklang.
- Herz-Jesu-Glocke Ton: des′-1, Gewicht: 1955 kg, Durchmesser: 1.456 mm, Inschrift: Cor jesus pro nobis vulneratum miserere noblis (Wolm), Bis ductae 1911 - 1927 (Schulter), Bis fractae 1917 - 1942 (Schulter), Nutzung: Angelusschlagglocke
- Marienglocke Ton: f′, Gewicht: 1041 kg, Durchmesser: 1.165 mm, Inschrift: Sancta maria stella maris Ora pro nobis + 1959 +, Nutzung: Halb- und Stundenglocke
- Josephglocke Ton: as′, Gewicht: 598 kg, Durchmesser: 981 mm, Inschrift: Beate Joseph Exemplar opificum Interesse pro nobis (Schulter)

## Kirchengemeinde
Die Pfarrkirche gehört zur katholischen Pfarrei Hl. Herz Jesu im Dekanat Bremerhaven, sie ist die westlichste Kirche des Bistums Hildesheim. Die Pfarrei umfasst nördliche Teile der Stadt Bremerhaven und Teile des Landkreises Cuxhaven in Niedersachsen. Neben der Pfarrkirche gibt es in der Gemeinde auch noch die St.-Benedikt-Kapelle in Bad Bederkesa. Seit dem 1. November 2014 gehören darüber hinaus auch die Kirchen Unbefleckte Empfängnis Mariä in Bremerhaven und St. Ansgar in Bremerhaven-Leherheide mit zur Pfarrei Herz-Jesu.
Seit 2021 erinnert vor der Kirche ein Stolperstein an ihren ehemaligen Pfarrer Bernhard Görge, der an den Folgen von Misshandlungen durch Nationalsozialisten verstarb.